# محمد سنگین توکلزی
محمد سنگین توکلزی (زاده: ۱۳۵۵ سروبی، ولایت کابل) سیاست‌مدار افغانستانی و نماینده مردم کابل در دوره پانزدهم مجلس نمایندگان افغانستان است.

## زندگی‌نامه
محمد سنگین توکلزی متولد ۱۳۵۵ از اوزبینِ ولسوالی سروبیِ ولایت کابل افغانستان است. وی دارای مدرک تحصیلی لیسانس از دانشکده حقوق و علوم سیاسی دانشگاه کابل است.

## دیگر فعالیت‌ها
- عضو گردهمایی بزرگ اضطراری.[۱]